# Mergellina
Mergellina je obalna četvrt grada Napulja u Italiji. Nalazi se u podnožju brda Posillipo, u četvrti Chiaia i gleda na Castel dell'Ovo. Neki kažu da ime potječe od "mergoglino", lokalnog naziva za omako, drugi vjeruju da je riječ o iskrivljenom izrazu "Mare Giallo", koji se odnosi na vrijeme kada je more požutjelo zbog plutajuće prašine kamena sedre nakon vulkanske erupcije prije mnogo stoljeća. Međutim, vrlo je vjerojatno da je pravo podrijetlo imena od latinskog "mare ialinum", što znači čisto, prozirno more.

## Pregled
Povijesno gledano, to je bilo malo ribarsko mjesto i luka i bilo je prilično različito od samog Napulja. Širenje Napulja na zapad pod Španjolcima u 17. stoljeću i kasniji razvoj pod Bourbonima, a zatim od strane nacionalne talijanske vlade između 1880. i 1915. postupno je dovelo do uključivanja Mergelline u veći metropolitanski Napulj. Danas je još uvijek ribarska luka, ali i važna sekundarna turistička luka za hidrogliserski promet prema otocima u Napuljskom zaljevu i raznim turističkim odredištima duž kampanske obale. Luka služi i kao privezište za privatna plovila za razonodu.
Mergellina je bila dom pjesnika Jacopa Sannazara, čiji su stihovi na talijanskom dijelu književnosti koja je pomogla formiranju talijanskog jezika u srednjem vijeku. Njegova latinska djela, prvenstveno De partu Virginis, iako se danas malo čitaju, priskrbila su mu nadimak "kršćanski Vergilije". Glavni trg, jedan blok od luke, okrenut je prema crkvi Santa Maria del Parto s njegovom raskošnom grobnicom.
Tijekom Ljetnih olimpijskih igara 1960. korištena je kao olimpijska luka za jedrilice Finn (u Sea Gardenu) i Leteći Nizozemac (u Posillipu). Ova šarmantna lokacija poznata je kao omiljeno područje restorana na obali. Na pristaništu su ribari godinama prodavali svoj dnevni ulov.

## Vanjske poveznice
|  | Zajednički poslužitelj ima još gradiva o temi Mergellina |

- The Organizing Committee of the Games of the XVII Olympiad. 1960. The Games of the XVII Olympiad Rome 1960, The Official Report of the Organizing Committee Volume One (PDF). Inačica izvorne stranice (pdf) arhivirana 27. listopada 2012. Pristupljeno 2. lipnja 2023.
- The Organizing Committee of the Games of the XVII Olympiad. 1960. The Games of the XVII Olympiad Rome 1960, The Official Report of the Organizing Committee Volume Two (a) (PDF). Inačica izvorne stranice (pdf) arhivirana 23. svibnja 2011. Pristupljeno 2. lipnja 2023.
- The Organizing Committee of the Games of the XVII Olympiad. 1960. The Games of the XVII Olympiad Rome 1960, The Official Report of the Organizing Committee Volume Two (b) (PDF). Inačica izvorne stranice (pdf) arhivirana 29. listopada 2012. Pristupljeno 2. lipnja 2023.